# Ел Обеид
Ел Обеид (Al-Ubayyid или El Obeid) је главни град државе Северни Курдуфан у централном Судану. 
Ел-Обеид су основали паше отоманског Египта 1821. Напали су га Махдисти у септембру 1882, а након капитулације је потом уништен 1883. Затим је обновљен по модерном плану 1898, након пада Махдистичког царства.
Године 2008. број становника је био 340.940. То је важно транспортно чвориште: крај железничке линије, спој различитих националних путева и путева каравана камила и крај ходочасничке руте из Нигерије. Као регионални комерцијални центар, познат је по производима као што су гума арабика, просо, уљарице и стока.
У граду се налази аеродром и рафинерија нафте. Ел-Обеид је дом Универзитета Кордофан, једног од највећих универзитета у Судану, основаног 1990. године. Од 1989. године, град је такође дом Француске асоцијације (Alliance française) која служи као суданско-француски културни центар у сарадњи са универзитетским одсеком за француски језик. Мисија Уједињених нација у Судану је овде успоставила своју логистичку базу.
Због поправке и асфалтирања путева и појаве неколико приватних аутобуских компанија, олакшан је транспорт између града и суданске престонице Картум. Путовање од 500 километара траје око девет сати туристичким аутобусом и још три сата од Ел-Обеида до Ум Кададе у Дарфуру. Током сукоба у Судану 2023. године, град је био под опсадом. Почетком септембра, суданска војска је поново заузела град. Тензије су и даље високе на великом тргу.